# Tour Edition
Tour Edition är ett exklusivt samlingsalbum av den svenske popsångaren Andreas Johnson, släppt 15 september 2010. Samlingsalbumet Tour Edition gavs ut i samband med Ladies Night-turnén 2010 och fanns till försäljning endast under turnén samt på Andreas Johnsons hemsida på internet. Ett begränsat antal skivor har även funnit sin väg till skivbutiker till försäljning.
Albumet innehåller Johnsons största hits som "Glorious", "Sing for Me" och "A Little Bit of Love" samt fyra låtar som tidigare endast varit utgivna på singel; Melodifestival-bidragen "One Love" (med Carola) (2006) och "We Can Work It Out" (2010), singeln "Escape" från 2009 samt nya singeln, den tidigare outgivna "Solace", som användes som signaturmelodi till TV-programmet "Biggest Loser" i TV4 under sommaren 2010.

## Låtlista
1. Glorious
2. Go for the Soul
3. A Little Bit of Love
4. Escape
5. The Games We Play
6. Show Me Love
7. Superficial
8. Sing for Me
9. We Can Work It Out
10. One Love (Johnson & Häggkvist)
11. Unbreakable
12. Solace